# Lepidocephalichthys micropogon
Lepidocephalichthys micropogon és una espècie de peix de la família dels cobítids i de l'ordre dels cipriniformes.

## Hàbitat
Viu en zones de clima tropical.

## Distribució geogràfica
Es troba a la península de Malaca i a les conques dels rius Chao Phraya (Tailàndia) i Salween.